# Lid van de Raad van State
De Nederlandse Raad van State is een onafhankelijk adviesorgaan van de regering, en heeft twee afdelingen: een afdeling advisering en een afdeling bestuursrechtspraak. Een lid van de Raad van State is werkzaam voor de Raad als geheel en het aantal benoemde leden is beperkt tot ten hoogste elf. Daarnaast is er sprake van staatsraden die werkzaam zijn voor een van de twee afdelingen, staatsraden voor het Koninkrijk en personen die zonder stemrecht zitting hebben van rechtswege (enkele leden van het Koninklijk Huis).
In 2010 is de organisatie van de Raad van State gewijzigd, en werd de min-of-meer gelijkwaardige positie van een hedendaags Lid de Raad van State aangeduid als staatsraad, en bestond er een min-of-meer gelijkwaardige functie aan de hedendaagse staatsraad die werd aangeduid als staatsraad in buitengewone dienst. 

## Samenstelling
Buiten de voorzitter en andere leden van het Koninklijk Huis die in de raad zitting hebben, bestaat de Raad uit de vicepresident en ten hoogste 10 leden. Daarnaast kunnen er staatsraden en staatsraden in buitengewone dienst worden benoemd in een of beide afdelingen.

### Voorzitter
Het staatshoofd (de koning) is de voorzitter van de Raad van State, maar de feitelijke leiding is in handen van de vicepresident. Deze vervult daarmee een van de belangrijkste adviseursfuncties binnen de overheid. Met de voorzitters van Eerste en Tweede Kamer behoort hij of zij bijvoorbeeld tot de vaste adviseurs van het staatshoofd. Sinds het vicepresidentschap van de voormalige premier Louis Beel, die de functie van 1959 tot 1972 bekleedde en die betrokken was bij vele kabinetsformaties in die periode, wordt de vicepresident van de Raad van State wel de "onderkoning van Nederland" genoemd.
In 2011 was er een openbare vacature voor de functie van vicepresident, voor het eerst in de geschiedenis van de Raad van State. De invulling voor een vacature als vicepresident vond altijd in grote beslotenheid plaats. Door de Wet op de Raad van State is het mogelijk geworden het benoemingsproces transparanter te maken. Ook heeft die wet de pensioenleeftijd voor de vicepresident op 70 jaar gesteld.

### Leden
De leden van de Raad van State worden lid van de Raad van State genoemd (vóór 1 september 2010: staatsraad), ze worden benoemd voor het leven, wat neerkomt op een aftreden bij het bereiken van de 70-jarige leeftijd. Leden van de Raad van State zijn over het algemeen personen die hun sporen in de wetenschap, de rechterlijke macht en het openbaar bestuur verdiend hebben. De leden van de Afdeling bestuursrechtspraak dienen een doctoraal examen in de rechtswetenschappen te hebben afgelegd.

### Staatsraden
Naast leden van de Raad van State kunnen staatsraden worden benoemd (vóór 1 september 2010: staatsraden in buitengewone dienst), hoogstens 50. Zij worden gekozen uit hen, die bewijs hebben gegeven van bekwaamheid in zaken van wetgeving, bestuur of rechtspraak dan wel van bijzondere deskundigheid in aangelegenheden, die de wetgeving, het bestuur of de rechtspraak raken. Zij nemen deel aan de adviserende of de rechtsprekende taken van de Raad. Maximaal 10 leden of staatsraden mogen deel uitmaken van beide Afdelingen.
Staatsraden in buitengewone dienst, die bij Koninklijk Besluit worden benoemd, kunnen worden aangewezen voor een bepaalde tijd.
De staatsraden die op basis van een nulaanstelling in dienst zijn bij de Raad van State houden de titel staatsraad in buitengewone dienst na de wetswijziging van 1 september 2010.

### Staatsraden van het Koninkrijk
Op basis van artikel 13 van het Statuut voor het Koninkrijk der Nederlanden is er een Raad van State van het Koninkrijk, waarin naast de reguliere leden van de Raad ook staatsraden van de andere landen binnen het Koninkrijk zitting kunnen nemen. De Raad van State van het Koninkrijk adviseert de Rijksministerraad.

## Benoemingen
De Kroon benoemt de leden en staatsraden bij koninklijk besluit voor het leven, wat neerkomt op een aftreden op 70-jarige leeftijd. De ministerraad draagt de leden en staatsraden voor, waarbij de Raad zelf een aanbeveling doet. 
Leden en staatsraden komen vooral uit de wetenschap, het bestuur, de rechterlijke macht en de overheid.

### Huidige leden
De Raad bestaat uit ten hoogste 10 leden (niet meegerekend: voorzitter, vicepresident en andere leden van het Koninklijk Huis in de Raad). De huidige leden zijn:
- Thom de Graaf (vicepresident) (1 november 2018)
- Hanna Sevenster (1 juni 2007)
- Ben Vermeulen (1 februari 2008)
- Jaap Polak (1 mei 2010)[5]
- Luc Verhey (23 mei 2023)
- Eric Helder (1 november 2023)
- Rosa Uylenburg (1 januari 2024, voorzitter afdeling bestuursrechtspraak)

Daarnaast zijn er drie staatsraden van het Koninkrijk, die zitting hebben bij koninkrijksaangelegenheden:
- Andy Lee staatsraad van het Koninkrijk voor Aruba (1 januari 2024)
- Paul Comenencia staatsraad van het Koninkrijk voor Curaçao (29 augustus 2018)
- Maria van der Sluijs-Plantz staatsraad van het Koninkrijk voor Sint Maarten (1 oktober 2018).

Op grond van artikel 74 van de Nederlandse Grondwet heeft de vermoedelijke opvolger van de Koning vanaf zijn achttiende verjaardag zitting in de Raad van State. Sinds oktober 2004 heeft ook koningin Máxima zitting in de Raad. De leden van het Koninklijk Huis die in de Raad van State zitten hebben daar geen stemrecht.

## Ambtenaren
Naast de leden van de Raad van State werken zo'n 630 ambtenaren, onder wie 325 juristen, bij de Raad van State. Zij ondersteunen het adviserend en rechtsprekend werk van de Raad. De Afdeling advisering is onderverdeeld in secties die geordend zijn naar de ministeries. Alle wetsontwerpen op het terrein van ruimtelijke ordening komen bijvoorbeeld bij de desbetreffende afdeling voor Volkshuisvesting, Ruimtelijke Ordening en Milieu terecht. Sommige hogere medewerkers worden ambtenaar van staat genoemd. Ter zitting van de Afdeling bestuursrechtspraak functioneren zij als griffier van de zittingskamer. Zo ondersteunen ze de staatsraden bij hun werk als bestuursrechter.
Leden:
Koning der Nederlanden · 
Th.C. de Graaf (vice-president) · 
R. Uylenburg (voorzitter ABRvS) · 
J.E.M. Polak · 
H.G. Sevenster ·  
L.F.M. Verhey ·  
B.P. Vermeulen 

Staatsraden: 
C.H.M. van Altena ·
T. Avedissian* ·
H.J.M. Baldinger · 
A.W.M. Bijloos · 
J.C. Boeree* ·
C.J. Borman ·
J.H. van Breda ·
B.J. Bruins ·
K.M. Buitenweg ·
W.D. Bult-Spiering ·  
E.J. Daalder ·
J.Th. Drop · 
V.V. Essenburg · 
B.J. van Ettekoven · 
M.W.C. Feteris* ·
J.J.W.P. van Gastel · 
F.H.G. de Grave · 
J.W. van de Gronden* ·
G. de Groot* ·
J.F. de Groot · 
J. Gundelach ·
G.J.J. Heerma van Voss ·
S.J.C. Hemels · 
M. den Heijer · 
J. Hoekstra · 
G.J.H. Houtzagers · 
G.T.J.M. Jurgens ·
M.M. Kaajan · 
P.H.A Knol · 
R.W.L. Koopmans* · 
A. Kuijer · 
C.C.W. Lange ·
B. Meijer ·
E.A. Minderhoud ·
A.J.C. de Moor-van Vugt ·
J.M.L. Niederer ·
A.G.A. Nijmeijer* ·
W. den Ouden · 
J.C.A. de Poorter · 
B.P.M. van Ravels · 
J. Schipper-Spanninga ·  
J.A.W. Scholten-Hinloopen ·
C.H. Sieburgh* ·
N.J. Schrijver ·
Th.G.M. Simons* · 
G. Snijders* ·
M. Soffers · 
G. Snijders* · 
E. Steendijk ·
A.L.J. van Strien* · 
R.J.M. van den Tweel ·
A. ten Veen · 
G.O. van Veldhuizen ·
H.C.P. Venema ·
D.A. Verburg ·
N. Verheij · 
M.B. Vos ·
P.J. Wattel* ·
R.J.G.M. Widdershoven* ·
J.M. Willems · 
C.M. Wissels · 
S.F.M. Wortmann · 
R. van Zwol 
(*staatsraad in buitengewone dienst)

Staatsraad van het Koninkrijk:
M.G.M. Schwengle (Aruba) · P.R.J. Comenencia (Curaçao) · M.C. van der Sluijs-Plantz (Sint Maarten)